# Vorstendom Abchazië
Het vorstendom Abchazië (Georgisch : აფხაზეთის სამთავრო, Apchazetis samtavro) kwam in de 15e-16e eeuw naar voren als een afzonderlijke feodale entiteit, te midden van de interne strijd in het koninkrijk Georgië die eindigden met de ontbinding van het koninkrijk. Het vorstendom behield een zekere mate van autonomie onder Ottomaanse en vervolgens Russische heerschappij, maar werd in 1864 uiteindelijk opgenomen in het keizerrijk Rusland.

## Achtergrond
Abchazië, als een hertogdom (saeristavo) binnen het koninkrijk Georgië, werd voorheen het hertogdom Tschoemi genoemd, sinds de 12e eeuw geregeerd door de Sjervasjidze-clan. De Genuezen vestigden in de 14e eeuw hun factorijen langs de Abchazische kust, maar ze functioneerden slechts korte tijd. Toen het koninkrijk Georgië in de jaren 1450 verwikkeld was in een bittere burgeroorlog, sloten de Sjervasjidzes zich aan bij een grote opstand tegen koning George VIII van Georgië, waarbij deze in 1463 door de rebellen in de Slag bij Tsjichori verslagen werd. Als gevolg hiervan splitste Georgië zich in drie rivaliserende koninkrijken en vijf vorstendommen. De Abchazische vorsten waren de vazallen van het vorstendom Mingrelië onder de dynastie der Dadiani, die op haar beurt ondergeschikt was aan het koninkrijk Imeretië. Het vazalschap was echter grotendeels in naam, en zowel de Mingrelische als de Abchazische heersers vochten niet alleen met succes voor hun onafhankelijkheid, maar betwistten ook hun onderlinge grenzen en die met Imeretië. De afhankelijkheid van Abchazië was grotendeels symbolisch, aangezien de regio over het algemeen met rust werd gelaten omdat de koningen van Imeretië hun handen vol hadden aan het besturen van hun eigen gebied. In 1490 werd de splitsing officieel toen Georgië bij verdrag werd opgesplitst in de koninkrijken Kartlië, Imeretië, waarvan Abchazië deel uitmaakte, Kachetië en het vorstendom Samtsche.

## 16e tot 18e eeuw
In de jaren 1570 bezette de Ottomaanse marine het fort van Tschoemi en veranderde het in het Turkse fort Suhum-Kale. Abchazië kwam onder invloed van Turkije en de islam, hoewel het christendom maar langzaam werd vervangen. Het duurde tot de tweede helft van de 18e eeuw voordat de heersende Sjervasjidze-familie de islam omarmde. Tot dan toe had Abchazië, door zijn bergachtige ligging en onbegaanbare bossen beschermd tegen grootschalige invasies, zijn onafhankelijkheid behouden en geprofiteerd van de handel in traditionele Kaukasische goederen, die van slaven niet uitgezonderd.
Gedurende de 16e-18e eeuw waren de Abchazische vorsten verwikkeld in onophoudelijke grensconflicten met de Mingrelische vorsten. Als gevolg hiervan konden de Sjervasjidze hun bezittingen in het oosten uitbreiden, eerst naar de rivier de Galidzga en vervolgens naar de Engoeri, die de huidige grens vormt tussen Abchazië en Georgië.
Na de dood van de Abchazische vorst Zegnak rond 1700 werd zijn vorstendom onder zijn zonen verdeeld. De oudste broer Rostom vestigde zich als vorst van Abchazië in stricte zin, ook wel bekend als Bzipi-Abchazië, aan de kust van het huidige Gagra aan de Bzipi tot de Galidzga, met de residentie in het dorp Lichni; Dzjichetsjia ontving Abjoea tussen de Galidzga en de Kodori; en Kvapoe werd heer van een graafschap aan de kust dat zich uitstrekte van de Galidzga tot de Engoeri, later bekend als Samoerzakano naar Kvapoe's zoon Moerzakan. De hooglanden van Tzebelda hadden geen gecentraliseerd gezag, maar werden gedomineerd door de Marsjan-clan. Sadzny strekte zich noordwaarts uit naar Bzipi-Abchazië tussen de moderne steden Gagra en Sotsji, en werd gerund door de Getsjba, Arydba en Tsanba-clans. Daarnaast waren er verschillende kleine leengoederen die werden bestuurd door de vertegenwoordigers van het Sjervasjidze-TsjaTsjba-huis of andere adellijke families zoals Atsjba (Antsjabadze), Emhaa (Emoechvari), Ziapsj-Ipa, Inal-Ipa, Tsjabaloerchoea en Tsjchotoea. Al deze vorstendommen waren min of meer afhankelijk van de vorsten van Abchazië.

## Tussen het Ottomaanse en Russische rijk
Kejlasj Bej schijnt de eerste vorst van Abchazië (circa 1780-1808) te zijn geweest die de islam omarmde. Hij kreeg daarvoor het fort van Suhum-Kale. Deze bekeringen van de Abchazische vorsten waren echter niet onomkeerbaar: in de 19e eeuw trokken verschillende Sjervasjidzes heen en weer over de religieuze kloof, terwijl de Russen en Ottomanen streden om controle over de regio.
De eerste poging om banden met Rusland aan te gaan werd gedaan door de genoemde Kejlasj Bej in 1803, kort na de opname van Oost-Georgië in het zich uitbreidende Russische Rijk (1801). Na de moord op deze vorst door zijn zoon Aslan-Bej op 2 mei 1808, heerste de pro-Ottomaanse factie, zij het voor korte tijd. Op 2 juli 1810 bestormden Russische mariniers Suhum-Kale en vervingen Aslan-Bey door zijn broer Sefer-Bej (1810–1821), die zich tot het christendom had bekeerd en de naam George had aangenomen. Abchazië trad toe tot het keizerrijk Rusland als een autonoom vorstendom.
De heerschappij van George, evenals van zijn opvolgers, was echter beperkt tot de omgeving van Suhum-Kale en het Bzipi-gebied dat door de Russen was gelegerd, terwijl de andere delen onder de heerschappij van islamitische edelen waren gebleven. De volgende Russisch-Turkse oorlog versterkte de Russische positie sterk, wat leidde tot een verdere splitsing in de Abchazische elite, voornamelijk langs religieuze lijnen. Tijdens de Krimoorlog (1853-1856) moesten Russische troepen Abchazië evacueren en vorst Michael (1822-1864) leek over te lopen naar de Ottomanen. Later werd de Russische aanwezigheid sterker, en in 1864 werden de bergbewoners van de Westelijke Kaukasus eindelijk onderworpen door Rusland. De autonomie van Abchazië, dat had gefunctioneerd als een pro-Russische bufferstaat in deze lastige regio, was niet langer nodig voor Rusland en er kwam een einde aan de heerschappij van de Sjervasjidze. In november 1864 werd vorst Michael gedwongen afstand te doen van zijn rechten en zich te vestigen in Voronezj. Abchazië werd opgenomen in het Russische Rijk als de speciale militaire provincie Soechoem-Kale die in 1883 werd omgevormd tot een okroeg van het gouvernement Koetais.

## Lichni-opstand
In juli 1866 leidde een poging van de Russische autoriteiten om voor belastingdoeleinden informatie te verzamelen over de economische omstandigheden van de Abchaziërs, tot de Lichni-opstand. De rebellen riepen George, de zoon van Michael Sjarvasjidze, uit tot vorst en marcheerden naar Soechoemi. Alleen de Russische versterkingen onder leiding van generaal Dmitri Ivanovitsj Svjatopolk-Mirski waren in staat om tegen augustus de opstand te onderdrukken. De harde Russische reactie leidde vervolgens tot een aanzienlijke emigratie van Abchazen naar het Ottomaanse Rijk, vooral nadat de lokale bevolking had deelgenomen aan een opstand van Kaukasische bergvolken, aangewakkerd door de landing van Turkse troepen in 1877. Als gevolg hiervan raakten veel gebieden vrijwel verlaten en nam de bevolking van Abchazië met twee-derde af.